# Aristide Wam
Aristide Wam (sinh ngày 12 tháng 2 năm 2002) là một cầu thủ bóng đá chuyên nghiệp người Cameroon thi đấu ở vị trí tiền vệ cho Le Havre.

## Sự nghiệp câu lạc bộ
Anh có màn ra mắt cho Le Havre vào ngày 15 tháng 5 năm 2021, đá chính ở Ligue 2 trước đội vô địch ESTAC Troyes.